# 22. Kanadisches Kabinett
Das 22. Kanadische Kabinett (engl. 22nd Canadian Ministry, franz. 22e conseil des ministres du Canada) regierte Kanada vom 3. März 1980 bis zum 29. Juni 1984. Dieses von Premierminister Pierre Trudeau angeführte Kabinett bestand aus Mitgliedern der Liberalen Partei. Trudeau hatte zuvor auch das 20. Kabinett angeführt.

## Minister
| Amt                                                              | Name                                                                          | Zeitraum                                                                                                  |
| ---------------------------------------------------------------- | ----------------------------------------------------------------------------- | --- |
| Premierminister                                                  | Pierre Trudeau                                                                | 3. März 1980 – 29. Juni 1984                                                                              |
| Vize-Premierminister                                             | Allan MacEachen                                                               | 3. März 1980 – 29. Juni 1984                                                                              |
| Außenminister                                                    | Mark MacGuigan Allan MacEachen                                                | 3. März 1980 – 9. September 1982 10. September 1982 – 29. Juni 1984                                       |
| Justizminister und Attorney General                              | Jean Chrétien Mark MacGuigan                                                  | 3. März 1980 – 9. September 1982 10. September 1982 – 29. Juni 1984                                       |
| Verteidigungsminister                                            | Gilles Lamontagne Jean-Jacques Blais                                          | 3. März 1980 – 11. August 1983 12. August 1983 – 29. Juni 1984                                            |
| Finanzminister                                                   | Allan MacEachen Marc Lalonde                                                  | 3. März 1980 – 9. September 1982 10. September 1982 – 29. Juni 1984                                       |
| Minister für nationale Einkünfte                                 | Bill Rompkey Pierre Bussières                                                 | 3. März 1980 – 29. September 1982 30. September 1982 – 29. Juni 1984                                      |
| Minister für internationalen Handel                              | Gerald Regan                                                                  | 8. Dezember 1983 – 29. Juni 1984                                                                          |
| Verkehrsminister                                                 | Jean-Luc Pépin Lloyd Axworthy                                                 | 3. März 1980 – 11. August 1983 12. August 1983 – 29. Juni 1984                                            |
| Umweltminister                                                   | John Roberts Charles Caccia                                                   | 3. März 1980 – 11. August 1983 12. August 1983 – 29. Juni 1984                                            |
| Arbeitsminister                                                  | Gerald Regan Charles Caccia André Ouellet                                     | 3. März 1980 – 21. September 1981 22. September 1981 – 11. August 1983 12. August 1983 – 29. Juni 1984    |
| Minister für nationale Gesundheit und Wohlfahrt                  | Monique Bégin                                                                 | 3. März 1980 – 29. Juni 1984                                                                              |
| Landwirtschaftsminister                                          | Eugene Whelan                                                                 | 3. März 1980 – 29. Juni 1984                                                                              |
| Minister für Fischerei und Ozeane                                | Roméo LeBlanc Pierre de Bané                                                  | 3. März 1980 – 29. September 1982 30. September 1982 – 29. Juni 1984                                      |
| Industrie-, Handels- und Gewerbeminister                         | Herb Gray Edward Lumley                                                       | 3. März 1980 – 29. September 1982 30. September 1982 – 6. Dezember 1983                                   |
| Minister für Energie, Bergbau und Ressourcen                     | Marc Lalonde Jean Chrétien                                                    | 3. März 1980 – 9. September 1982 10. September 1982 – 29. Juni 1984                                       |
| Wissenschafts- und Technologieminister                           | John Roberts                                                                  | 3. März 1980 – 29. Juni 1984                                                                              |
| Minister für Kommunikation                                       | Francis Fox                                                                   | 3. März 1980 – 29. Juni 1984                                                                              |
| Minister für Versorgung und Dienstleistungen                     | Jean-Jacques Blais Charles Lapointe                                           | 3. März 1980 – 11. August 1983 12. August 1983 – 29. Juni 1984                                            |
| Postminister                                                     | André Ouellet                                                                 | 3. März 1980 – 29. Juni 1984                                                                              |
| Minister für Konsumenten- und Unternehmensangelegenheiten        | André Ouellet Judy Erola                                                      | 3. März 1980 – 11. August 1983 12. August 1983 – 29. Juni 1984                                            |
| Minister für staatliche Bauvorhaben                              | Paul Cosgrove Roméo LeBlanc                                                   | 3. März 1980 – 29. September 1982 30. September 1982 – 29. Juni 1984                                      |
| Minister für Beschäftigung und Einwanderung                      | Lloyd Axworthy John Roberts                                                   | 3. März 1980 – 11. August 1983 12. August 1983 – 29. Juni 1984                                            |
| Minister für Indianerangelegenheiten und Entwicklung des Nordens | John Munro                                                                    | 3. März 1980 – 29. Juni 1984                                                                              |
| Minister für wirtschaftliche Entwicklung                         | Bud Olson Donald Johnston                                                     | 3. März 1980 – 29. September 1982 30. September 1982 – 6. Dezember 1983                                   |
| Minister für regionale wirtschaftliche Expansion                 | Pierre de Bané Herb Gray Edward Lumley                                        | 3. März 1980 – 11. Januar 1982 12. Januar 1982 – 29. September 1982 30. September 1982 – 6. Dezember 1983 |
| Minister für regionale industrielle Expansion                    | Edward Lumley                                                                 | 7. Dezember 1983 – 29. Juni 1984                                                                          |
| Minister für wirtschaftliche und regionale Entwicklung           | Donald Johnston                                                               | 7. Dezember 1983 – 29. Juni 1984                                                                          |
| Minister für soziale Entwicklung                                 | Jean Chrétien Jack Austin                                                     | 3. März 1980 – 9. September 1982 10. September 1982 – 29. Juni 1984                                       |
| Minister für Veteranenangelegenheiten                            | Daniel Joseph MacDonald Gilles Lamontagne (geschäftsführend) Bennett Campbell | 3. März 1980 – 30. September 1980 1. Oktober 1980 – 21. September 1981 22. September 1981 – 29. Juni 1984 |
| Minister für Außenbeziehungen                                    | Jean-Luc Pépin                                                                | 7. Dezember 1983 – 29. Juni 1984                                                                          |
| Beigeordneter Verteidigungsminister                              | vakant                                                                        | 3. März 1980 – 29. Juni 1984                                                                              |
| Staatssekretär für Kanada                                        | Francis Fox Gerald Regan Serge Joyal                                          | 3. März 1980 – 21. September 1981 22. September 1981 – 5. Oktober 1982 6. Oktober 1982 – 29. Juni 1984    |
| Präsident des Schatzamtausschusses                               | Donald Johnston Herb Gray                                                     | 3. März 1980 – 29. September 1982 30. September 1982 – 29. Juni 1984                                      |
| Präsident des Kronrates                                          | Yvon Pinard                                                                   | 3. März 1980 – 29. Juni 1984                                                                              |
| Solicitor General                                                | Bob Kaplan                                                                    | 3. März 1980 – 29. Juni 1984                                                                              |
| Fraktionsvorsitzender der Regierungspartei im Senat              | Raymond Perrault Bud Olson                                                    | 3. März 1980 – 29. September 1982 30. September 1982 – 29. Juni 1984                                      |